# Bruno Cortês
Bruno Cortês Barbosa, mais conhecido como Bruno Cortez ou apenas Cortez, (Rio de Janeiro, 11 de março de 1987), é um ex-futebolista brasileiro que atuava como lateral-esquerdo. Seu último clube foi o Sampaio Corrêa.Atualmente é o comandante do sub-15 do Ceará Sporting Club.

## Carreira
Nascido no Rio de Janeiro, ele começou a jogar futebol como atacante em 2006. Foi emprestado às categorias de base do Paysandu em 2007, mas jogou apenas uma partida, contra a Tuna Luso, pelo Campeonato Paraense.
Bruno Cortês começou sua carreira profissional defendendo o Al-Shahaniya (Qatar) em 2007, voltando para seu país natal para jogar no Castelo Branco em 2008. Depois foi para o Quissamã, também do estado do Rio de Janeiro, durante os anos de 2009 e 2010. Ele se juntou ao elenco do Nova Iguaçu em 2011, jogando 14 partidas no Campeonato Carioca durante a temporada de 2011. Em março do mesmo ano, Bruno Cortês foi oferecido para jogar no Remo, mas o clube rejeitou a oferta.
Atualmente também congrega na Assembleia de Deus de Campo Grande de Arnaldo Eugênio, anteriormente congregava na Assembleia de Deus Ministério Efraim.

### Botafogo
O Botafogo adquiriu 50% de seus direitos federativos após o Campeonato Carioca. Ele disputou 28 jogos pelo clube na Série A de 2011. Cortês jogou sua primeira partida pelo Botafogo na derrota para o Palmeiras por 1 a 0, em São José do Rio Preto.
Seu último jogo pelo Alvinegro foi no empate em 1 a 1 com o Fluminense, em Volta Redonda, pela última rodada do Campeonato Brasileiro.

### São Paulo
O jogador foi contratado pelo São Paulo em 17 de dezembro de 2011 por €3,3 milhões, em uma das maiores negociações entre clubes do futebol brasileiro.
Cortez marcou seu primeiro gol pelo São Paulo no dia 23 de maio, contra o Goiás em jogo válido pela Copa do Brasil, ele não marcava gols por uma equipe profissional desde 2010. E no dia 15 de setembro de 2012 faz seu segundo gol, diante a Portuguesa. Em dezembro, conquistou a Copa Sul-Americana de forma invicta.
Ainda em 2012, seu ano de estreia no São Paulo, Cortez foi o jogador que mais atuou na temporada, tendo feito 74 das 78 partidas do clube, que se converteram em 42 vitórias, 15 empates e 17 derrotas.
Em maio de 2013, depois de cair de produção e perder a vaga para Carleto e também as eliminações são-paulinas na Libertadores e no Campeonato Paulista, Cortez foi afastado do elenco. A princípio, o ex-botafoguense deverá ser disponibilizado para negociação.

### Benfica
Foi emprestado ao Benfica no dia 12 de junho de 2013, por um ano, com opção de compra, após o fim do contrato.  Contudo, no final de 6 meses de empréstimo o atleta foi devolvido por não ter obtido um rendimento satisfatório. Em 20 de abril de 2014 acaba por sagrar-se campeão português pela participação que teve em alguns dos jogos dos encarnados.

### Criciúma
Em 2 de abril de 2014 Bruno Cortez foi emprestado ao Criciúma até o fim do ano.

### Albirex Niigata
Em 20 de janeiro de 2015 Bruno Cortez foi novamente emprestado, dessa vez para o Albirex Niigata por dois anos.

### Grêmio
Em janeiro de 2017, após dois anos atuando no Japão, Cortez retornou ao Brasil e negociou a rescisão de contrato amigável com o São Paulo. O lateral disse que priorizava atuar no seu país, já que sua esposa estava grávida, mas não descartava propostas do exterior.Após se desligar do São Paulo, assinou com o Grêmio até o fim de 2017, com possibilidade de prorrogação por mais uma temporada.Após fazer uma boa temporada, com o título da Libertadores, renovou contrato com o Grêmio até o fim de 2019.

### Avaí
Em 4 de fevereiro de 2022, O Avaí oficializou a contratação em definitivo do Bruno Cortez até o final da temporada.
Cortez foi um dos destaques do Leão da Ilha na temporada, mas devido causas contratuais não teve o vínculo renovado. Encerrando sua passagem no Avaí, onde  fez 35 jogos pelo clube em 2022, sem gols nem assistências.

### Mirassol
Em 5 de janeiro de 2023,  o Mirassol anunciou a chegada de Bruno Cortez.
Cortez teve uma lesão grave no primeiro metatarso do pé esquerdo, no jogo contra a Inter de Limeira, dia 17 de janeiro, pela segunda rodada do Campeonato Paulista.
Bruno Cortez pediu a rescisão do seu contrato com o Mirassol em 14 de julho de 2023, ele disputou três partidas pela equipe na Série B e uma pela Copa Paulista.

### Retorno ao Avaí
Em 17 de julho de 2023, Cortez foi anunciado pelo Avaí até o fim da temporada.[carece de fontes?]
Ao fim da temporada deixou o Avaí, onde fez jogos pela Série B.

### Sampaio Corrêa
Em 30 de dezembro de 2023, o Sampaio Corrêa anunciou a contratação de Bruno Cortez. Ele chegou como reforço para disputa da Série C de 2024. Ele fez sua estreia na fase pré-Copa do Nordeste, ao ser superado nas cobranças de pênaltis pela equipe do Potiguar, em 7 de janeiro de 2024, no Estádio Castelão, após empate de 2×2 no tempo normal.

## Seleção Brasileira
Bruno Cortês foi convocado para a Seleção Brasileira no Superclássico das Américas, disputado nos dias 14e 28 de setembro de 2011. O Brasil venceu o torneio.

## Atuação contra o racismo
Em 2020, na comemoração do título do Campeonato Gaúcho, Cortez usou uma camiseta com a inscrição Vidas Negras Importam em homenagem ao movimento antirracista homônimo. O futebolista já havia se manifestado contra o racismo em novembro do ano passado, ao escrever na rede social Instagram: "Não estamos mais em Palmares. Não estamos mais nos navios negreiros. Somos livres! Quem aceita o mal sem protestar coopera com ele".

## Estatísticas
Até 19 de dezembro de 2020.
| Clube           | Temporada | Campeonato Nacional | Campeonato Nacional | Copa Nacional | Copa Nacional | Competição Internacional¹ | Competição Internacional¹ | Outros Torneios² | Outros Torneios² | Total | Total |
| Clube           | Temporada | Jogos               | Gols                | Jogos         | Gols          | Jogos                     | Gols                      | Jogos            | Gols             | Jogos | Gols  |
| --------------- | --------- | ------------------- | ------------------- | ------------- | ------------- | ------------------------- | ------------------------- | ---------------- | ---------------- | ----- | ----- |
| Botafogo        | 2011      | 28                  | 0                   | 2             | 0             | 2                         | 0                         | 0                | 0                | 32    | 2     |
| Botafogo        | Total     | 28                  | 0                   | 2             | 0             | 2                         | 0                         | 0                | 0                | 32    | 2     |
| São Paulo       | 2012      | 35                  | 2                   | 9             | 1             | 10                        | 0                         | 20               | 0                | 74    | 2     |
| São Paulo       | 2013      | 0                   | 0                   | 0             | 0             | 6                         | 0                         | 11               | 0                | 17    | 0     |
| São Paulo       | Total     | 35                  | 1                   | 9             | 1             | 16                        | 0                         | 31               | 0                | 91    | 2     |
| Benfica         | 2013–14   | 6                   | 0                   | 0             | 0             | 0                         | 0                         | 0                | 0                | 6     | 0     |
| Benfica         | Total     | 6                   | 0                   | 0             | 0             | 0                         | 0                         | 0                | 0                | 6     | 0     |
| Criciúma        | 2014      | 21                  | 0                   | 0             | 0             | 0                         | 0                         | 0                | 0                | 21    | 0     |
| Criciúma        | Total     | 21                  | 0                   | 0             | 0             | 0                         | 0                         | 0                | 0                | 21    | 0     |
| Albirex Niigata | 2015      | 26                  | 0                   | 7             | 0             | 0                         | 0                         | 0                | 0                | 33    | 0     |
| Albirex Niigata | 2016      | 27                  | 1                   | 6             | 0             | 0                         | 0                         | 0                | 0                | 33    | 1     |
| Albirex Niigata | Total     | 53                  | 0                   | 13            | 0             | 0                         | 0                         | 0                | 0                | 66    | 1     |
| Grêmio          | 2017      | 24                  | 1                   | 6             | 0             | 12                        | 0                         | 4                | 0                | 46    | 1     |
| Grêmio          | 2018      | 26                  | 0                   | 2             | 0             | 12                        | 0                         | 11               | 0                | 51    | 0     |
| Grêmio          | 2019      | 21                  | 1                   | 4             | 0             | 12                        | 0                         | 8                | 0                | 45    | 1     |
| Grêmio          | 2020      | 18                  | 0                   | 2             | 0             | 5                         | 0                         | 12               | 0                | 37    | 0     |
| Grêmio          | Total     | 91                  | 2                   | 13            | 0             | 41                        | 0                         | 34               | 0                | 179   | 2     |

¹Em competições continentais, incluindo jogos e gols da Copa Libertadores e Copa Sul-Americana.

²Em outros, incluindo jogos e gols pelo Campeonato Estadual e Copa do Mundo de Clubes da FIFA.

## Títulos
São Paulo
- Copa Sul-Americana: 2012[35]

Benfica
- Primeira Liga: 2013–14
- Taça de Portugal: 2013–14
- Taça da Liga: 2013–14

Grêmio
- Copa Libertadores: 2017
- Recopa Sul-Americana: 2018
- Campeonato Gaúcho: 2018, 2019, 2020 e 2021
- Recopa Gaúcha: 2019
- Taça Francisco Novelletto: 2020

Seleção Brasileira
- Superclássico das Américas: 2011

## Prêmios individuais
| Ano  | Premiação                       | Prêmio                  | Time        | Resultado | Ref.   |
| ---- | ------------------------------- | ----------------------- | ----------- | --------- | ------ |
| 2011 | Melhores do Campeonato Carioca  | Melhor lateral-esquerdo | Nova Iguaçu | Venceu    | [ 36 ] |
| 2011 | Prêmio Craque do Brasileirão    | Revelação               | Botafogo    | 2º lugar  | [ 37 ] |
| 2011 | Prêmio Craque do Brasileirão    | Melhor lateral-esquerdo | Botafogo    | Venceu    | [ 38 ] |
| 2011 | Troféu Mesa Redonda             | Melhor lateral-esquerdo | Botafogo    | Venceu    | [ 39 ] |
| 2012 | Melhores do Campeonato Paulista | Melhor lateral-esquerdo | São Paulo   | Venceu    | [ 40 ] |